# 矮鋸齒龍屬
矮鋸齒龍屬（學名：Nanoparia）是種已滅絕爬行動物，屬於鋸齒龍類，生存於二疊紀。